# 王怡人
王怡人（韓語：왕이런，2000年12月29日—），出生於中国浙江省杭州市西湖区，中国女歌手、舞者，乐华娱乐旗下艺人、韓國女子组合EVERGLOW成员。

## 经历

### 出道前
王怡人是浙江杭州人。小学就读于杭州市文三街小学，初中就读于杭州市第十三中学（与同为乐华娱乐旗下艺人的李汶翰同校），后于初中二年級转学至浙江艺术职业学院。
王怡人从小喜欢舞蹈。小学时，她参加了许多舞蹈比赛，获得了不少成绩。上初中后，王怡人成为十三中舞蹈社团的主力，參與大大小小的舞蹈活动。后赴韩成為乐华娱乐的练习生。
2018年6月15日，王怡人以乐华娱乐练习生身份参与由Mnet和日本AKB48集团主办的韩日合作选秀节目《PRODUCE 48》。在节目中，王怡人就被所有练习生评选为外貌第一名。最终在第三次综合评价以排名第28名淘汰。

### 2019年：以EVERGLOW成员身份出道
2019年2月21日，作为组合第四位成员通过SNS公开王怡人的个人预告影片。3月18日，以EVERGLOW成员身份，发行出道专辑《ARRIVAL OF EVERGLOW》正式出道。

### 2022年：開設個人工作室
2022年4月13日，以「王怡人的怡動城堡」為名開設工作室微博，正式成立個人工作室；同年8月31日，發佈個人首支單曲《Call Call》。

## 音乐作品
- 2022年8月31日：《Call Call》

## 影視作品

### 固定综艺
| 年份 | 電視台   | 節目名稱       | 備註             |
| ---- | -------- | -------------- | ---------------- |
| 2018 | Mnet     | PRODUCE 48     | 练习生           |
| 2022 | 湖南卫视 | 美好年華互聯社 | EP1-12“年轻社员” |

### 其他綜藝
| 年份 | 播出日期 | 電視台 | 節目名稱         | 備註                                    |
| ---- | -------- | ------ | ---------------- | --------------------------------------- |
| 2022 | 10月29日 | 優酷   | 這就是街舞第五季 | EP1-2青年训练营助教，EP12总决赛飞行嘉宾 |

## 外部連結
- 王怡人的新浪微博
- 王怡人的Instagram帳戶
- 王怡人的抖音账号
- 王怡人的小红书账号